# Bahnrad-Weltcup 2015/16
Der UCI-Bahnrad-Weltcup 2015/16 wurde in drei Läufen zwischen November 2015 und Januar 2016 ausgetragen. Veranstalter ist der Weltradsportverband UCI.
Die bei diesen Veranstaltungen erreichten Platzierungen entscheiden über die Teilnahme von Sportlern und Verbänden an den UCI-Bahn-Weltmeisterschaften 2016 in London sowie im Weiteren für die Olympischen Spiele in Rio de Janeiro.
Im Rahmen des Weltcup-Laufs in Hongkong wurde aus Reihen der UCI bekannt, dass diese Saison die letzte sein soll, in der der Weltcup in der bisherigen Form ausgetragen wird. Für die folgende Saison soll eine neue Lösung gefunden werden, die für die Nationalteams kostengünstiger ist.

## Austragungsorte
| Datum                          | Ort       |
| ------------------------------ | --------- |
| 30. Oktober – 1. November 2015 | Cali      |
| 5.–6. Dezember 2015            | Cambridge |
| 16.–17. Januar 2016            | Hongkong  |

## Resultate

### Frauen

#### Sprint
| Ort       | Siegerin         | Zweite                 | Dritte              |
| --------- | ---------------- | ---------------------- | ------------------- |
| Cali      | Guo Shuang (MSP) | Zhong Tianshi          | Lee Wai-sze         |
| Cambridge | Kristina Vogel   | Stephanie Morton (JAY) | Simona Krupeckaitė  |
| Hongkong  | Lin Junhong      | Lee Wai-sze            | Anastassija Woinowa |

Gesamtwertung
| Pos. | Fahrerin               | Cali | Cam | Hong | Pkt |
| ---- | ---------------------- | ---- | --- | ---- | --- |
| 1.   | Guo Shuang (MSP)       | 135  | 113 | 105  | 368 |
| 2.   | Stephanie Morton (JAY) | 82   | 135 | 113  | 330 |
| 3.   | Lee Wai-sze            | 120  | 66  | 135  | 321 |
| 4.   | Kristina Vogel         | 113  | 150 | –    | 263 |
| 5.   | Simona Krupeckaitė     | 60   | 120 | 82   | 262 |
| 6.   | Zhong Tianshi          | 150  | 90  | –    | 240 |
| 7.   | Katy Marchant          | 42   | 98  | 98   | 238 |
| 8.   | Anastassija Woinowa    | 105  | -   | 120  | 225 |
| 9.   | Lin Junhong            | 66   | –   | 150  | 216 |
| 10.  | Kaarle McCulloch (JAY) | –    | 105 | 90   | 195 |

#### Keirin
| Ort       | Siegerin           | Zweite                 | Dritte              |
| --------- | ------------------ | ---------------------- | ------------------- |
| Cali      | Kristina Vogel     | Guo Shuang             | Jekaterina Gnidenko |
| Cambridge | Guo Shuang (MSP)   | Anna Meares (JAY)      | Monique Sullivan    |
| Hongkong  | Simona Krupeckaitė | Stephanie Morton (JAY) | Lee Wai-sze         |

Gesamtwertung
| Pos. | Fahrerin               | Cali | Cam | Hong | Pkt |
| ---- | ---------------------- | ---- | --- | ---- | --- |
| 1.   | Guo Shuang (MSP)       | 135  | 150 | 82   | 367 |
| 2.   | Lee Wai-sze            | 105  | 105 | 120  | 330 |
| 3.   | Simona Krupeckaitė     | 82   | 49  | 150  | 281 |
| 4.   | Ljubow Bassowa         | 54   | 113 | 105  | 272 |
| 5.   | Lee Hye-jin            | 36   | 98  | 113  | 247 |
| 6.   | Kristina Vogel         | 150  | 90  | –    | 240 |
| 7.   | Stephanie Morton (JAY) | 90   | –   | 135  | 225 |
| 8.   | Jekaterina Gnidenko    | 120  | –   | 98   | 218 |
| 9.   | Monique Sullivan       | 15   | 120 | 49   | 184 |
| 10.  | Zhong Tianshi          | 98   | 82  | –    | 180 |

#### Teamsprint
| Ort       | Siegerinnen                                   | Zweite                                               | Dritte                                       |
| --------- | --------------------------------------------- | ---------------------------------------------------- | -------------------------------------------- |
| Cali      | Volksrepublik China Gong Jinjie Zhong Tianshi | Jayco-AIS Anna Meares Stephanie Morton               | RusVelo Darja Schmeljowa Anastassija Woinowa |
| Cambridge | Volksrepublik China Zhong Tianshi Gong Jinjie | Jayco-AIS Kaarle McCulloch Stephanie Morton          | Niederlande Laurine van Riessen Elis Ligtlee |
| Hongkong  | RusVelo Darja Schmeljowa Anastassija Woinowa  | Vereinigtes Königreich Jessica Varnish Katy Marchant | Spanien Tania Calvo Helena Casas             |

Gesamtwertung
| Pos. | Team                   | Cali | Cam | Hong | Pkt |
| ---- | ---------------------- | ---- | --- | ---- | --- |
| 1.   | Volksrepublik China    | 150  | 150 | 90   | 390 |
| 2.   | Spanien                | 90   | 98  | 120  | 308 |
| 3.   | Kanada                 | 82   | 105 | 113  | 300 |
| 4.   | Deutschland            | 113  | 113 | 66   | 292 |
| 5.   | Niederlande            | 105  | 120 | 54   | 279 |
| 6.   | RusVelo                | 120  | –   | 150  | 270 |
| 7.   | Team Jayco-AIS         | 135  | 135 | –    | 270 |
| 8.   | Vereinigtes Königreich | 74   | 60  | 135  | 269 |
| 9.   | Frankreich             | 66   | 90  | 98   | 254 |
| 10.  | Neuseeland             | 60   | 82  | 105  | 247 |

#### Mannschaftsverfolgung
| Ort       | Siegerinnen                                                            | Zweite                                                                             | Dritte                                                                          |
| --------- | ---------------------------------------------------------------------- | ---------------------------------------------------------------------------------- | ------------------------------------------------------------------------------- |
| Cali      | Kanada Jasmin Glaesser Allison Beveridge Kirsti Lay Stephanie Roorda   | Vereinigte Staaten Sarah Hammer Kelly Catlin Jennifer Valente Ruth Winder          | Vereinigtes Königreich Katie Archibald Elinor Barker Joanna Rowsell Ciara Horne |
| Cambridge | Australien Ashlee Ankudinoff Georgia Baker Amy Cure Isabella King      | Kanada Allison Beveridge Laura Brown Jasmin Glaesser Kirsti Lay                    | Neuseeland Rushlee Buchanan Lauren Ellis Jaime Nielsen Georgia Williams         |
| Hongkong  | Kanada Jasmin Glaesser Laura Brown Stephanie Roorda Georgia Simmerling | Vereinigtes Königreich Emily Nelson Elinor Barker Ciara Horne Joanna Rowsell-Shand | Vereinigte Staaten Kelly Catlin Chloe Dygert Jennifer Valente Ruth Winder       |

Gesamtwertung
| Pos. | Team                   | Cali | Cam | Hong | Pkt |
| ---- | ---------------------- | ---- | --- | ---- | --- |
| 1.   | Kanada                 | 300  | 270 | 300  | 870 |
| 2.   | Vereinigte Staaten     | 270  | 226 | 240  | 736 |
| 3.   | Vereinigtes Königreich | 240  | 164 | 270  | 674 |
| 4.   | Volksrepublik China    | 226  | 196 | 226  | 648 |
| 5.   | Australien             | 196  | 300 | 98   | 594 |
| 6.   | Italien                | 180  | 180 | 180  | 540 |
| 7.   | Neuseeland             | 78   | 240 | 210  | 528 |
| 8.   | Deutschland            | 164  | 148 | 196  | 508 |
| 9.   | Polen                  | 210  | 132 | 164  | 506 |
| 10.  | Belarus                | 84   | 210 | 148  | 442 |

Das Rennen um Bronze beim ersten Lauf in Cali hatte einen ungewöhnlichen Verlauf: Die britische Fahrerin Elinor Barker war erkrankt, und es war keine Reservefahrerin vor Ort. Da die Regeln vorschreiben, dass vier Fahrerinnen starten, aber nur drei ins Ziel kommen müssen, stellte sich Barker mit zum Start auf, um nach dem Startschuss die Radrennbahn umgehend wieder zu verlassen. Obwohl nur zu dritt, konnte sich der britische Frauen-„Vierer“ gegen das Team aus China durchsetzen.

#### Scratch
| Ort      | Siegerin            | Zweite        | Dritte           |
| -------- | ------------------- | ------------- | ---------------- |
| Cali     | Arlenis Sierra      | Lotte Kopecky | Jennifer Valente |
| Hongkong | Maryna Schmajankowa | Laura Trott   | Yang Qianyu      |

Das Scratchrennen wurde nur in Cali und Hongkong ausgetragen, es wurden dafür keine Weltcup-Punkte vergeben.

#### Punktefahren
| Ort      | Siegerin       | Zweite          | Dritte       |
| -------- | -------------- | --------------- | ------------ |
| Hongkong | Jolien D’hoore | Jasmin Glaesser | Emily Nelson |

Das Punktefahren wurde nur in Hongkong ausgetragen, es wurden dafür keine Weltcup-Punkte vergeben.

#### Omnium
| Ort       | Siegerin          | Zweite            | Dritte         |
| --------- | ----------------- | ----------------- | -------------- |
| Cali      | Laura Trott       | Laurie Berthon    | Sarah Hammer   |
| Cambridge | Allison Beveridge | Annette Edmondson | Jolien D’hoore |
| Hongkong  | Laura Trott       | Sarah Hammer      | Laurie Berthon |

Gesamtwertung
| Pos. | Fahrerin            | Cali | Cam | Hong | Pkt |
| ---- | ------------------- | ---- | --- | ---- | --- |
| 1.   | Kirsten Wild        | 113  | 113 | 82   | 308 |
| 2.   | Laura Trott         | 150  | –   | 150  | 300 |
| 3.   | Tazzjana Scharakowa | 105  | 90  | 105  | 300 |
| 4.   | Sarah Hammer        | 120  | –   | 135  | 255 |
| 5.   | Laurie Berthon      | 135  | –   | 120  | 255 |
| 6.   | Allison Beveridge   | –    | 150 | 74   | 224 |
| 7.   | Małgorzata Wojtyra  | –    | 98  | 113  | 211 |
| 8.   | Leire Olaberria     | 98   | 60  | 49   | 207 |
| 9.   | Hsiao Mei Yu        | 74   | 66  | 66   | 206 |
| 10.  | Angie González      | 27   | 82  | 90   | 199 |

### Männer

#### Sprint
| Ort       | Sieger                 | Zweiter          | Dritter               |
| --------- | ---------------------- | ---------------- | --------------------- |
| Cali      | Denis Dmitrijew        | Jeffrey Hoogland | Max Niederlag         |
| Cambridge | Matthew Glaetzer (JAY) | Max Niederlag    | Maximilian Levy (ERD) |
| Hongkong  | Patrick Constable      | Xu Chao          | Jason Kenny           |

Gesamtwertung
| Pos. | Fahrer                 | Cali | Cam | Hong | Pkt |
| ---- | ---------------------- | ---- | --- | ---- | --- |
| 1.   | Damian Zieliński       | 98   | 105 | 74   | 277 |
| 2.   | Matthew Glaetzer (JAY) | 105  | 150 | –    | 255 |
| 3.   | Max Niederlag          | 120  | 135 | –    | 255 |
| 4.   | Xu Chao                | 42   | 66  | 135  | 243 |
| 5.   | Patrick Constable      | –    | 90  | 150  | 240 |
| 6.   | Maximilian Levy (ERD)  | 113  | 120 | –    | 233 |
| 7.   | Denis Dmitrijew        | 150  | 60  | –    | 210 |
| 8.   | Jason Kenny            | 90   | –   | 120  | 210 |
| 9.   | Njisane Phillip        | 24   | 98  | 82   | 204 |
| 10.  | Edward Dawkins         | 60   | 113 | –    | 173 |

#### Keirin
Ergebnisse
| Ort       | Sieger          | Zweiter               | Dritter           |
| --------- | --------------- | --------------------- | ----------------- |
| Cali      | Joachim Eilers  | Matthew Glaetzer      | Edward Dawkins    |
| Cambridge | Joachim Eilers  | Maximilian Levy (ERD) | Matthew Baranoski |
| Hongkong  | Matthijs Büchli | Hugo Barrette         | Im Chae-bin       |

Gesamtwertung
| Pos. | Fahrer                | Cali | Cam | Hong | Pkt |
| ---- | --------------------- | ---- | --- | ---- | --- |
| 1.   | Joachim Eilers        | 150  | 150 | –    | 300 |
| 2.   | Yūta Wakimoto (JPC)   | 98   | 54  | 105  | 257 |
| 3.   | Matthew Baranoski     | 105  | 120 | 24   | 249 |
| 4.   | Im Chae-bin           | 66   | 30  | 120  | 216 |
| 5.   | Maximilian Levy (ERD) | 54   | 135 | –    | 189 |
| 6.   | Hugo Barrette         | –    | 49  | 135  | 135 |
| 7.   | Matthijs Büchli       | –    | 30  | 150  | 180 |
| 8.   | Pavel Kelemen         | –    | 90  | 90   | 180 |
| 9.   | Eric Engler (TTB)     | –    | 98  | 66   | 164 |
| 10.  | Nikita Schurschin     | 49   | 113 | –    | 162 |

#### Teamsprint
| Ort       | Sieger                                                                           | Zweiter                                              | Dritter                                                        |
| --------- | -------------------------------------------------------------------------------- | ---------------------------------------------------- | -------------------------------------------------------------- |
| Cali      | Deutschland René Enders Max Niederlag Joachim Eilers                             | Polen Grzegorz Drejgier Rafał Sarnecki Mateusz Lipa  | Niederlande Nils van ’t Hoenderdaal Jeffrey Hoogland Hugo Haak |
| Cambridge | Deutschland René Enders Robert Förstemann Joachim Eilers                         | Neuseeland Ethan Mitchell Sam Webster Edward Dawkins | Australien Nathan Hart Peter Lewis Matthew Glaetzer            |
| Hongkong  | Vereinigtes Königreich Matthew Crampton Philip Hindes Jason Kenny Callum Skinner | Polen Maciej Bielecki Mateusz Lipa Kamil Kuczyński   | Russland Pawel Jakuschewski Denis Dmitrijew Nikita Schurschin  |

Gesamtwertung
| Pos. | Team                   | Cali  | Cam   | Hong  | Pkt   |
| ---- | ---------------------- | ----- | ----- | ----- | ----- |
| 1.   | Vereinigtes Königreich | 157,5 | 169,5 | 225,0 | 552,0 |
| 2.   | Deutschland            | 225,0 | 225,0 | 99,0  | 549,0 |
| 3.   | Polen                  | 202,5 | 123,0 | 202,5 | 528,0 |
| 4.   | Niederlande            | 180,0 | 147,0 | 147,0 | 474,0 |
| 5.   | Russland               | 111,0 | 157,5 | 180,0 | 448,5 |
| 6.   | Frankreich             | 90,0  | 135,0 | 157,5 | 382,5 |
| 7.   | Volksrepublik China    | 135,0 | 90,0  | 123,0 | 348,0 |
| 8.   | Australien             | 169,5 | –     | 169,5 | 339,0 |
| 9.   | Neuseeland             | 58,5  | 202,5 | 54,0  | 315,0 |
| 10.  | Südkorea               | 73,5  | 67,5  | 135,0 | 276,0 |

#### Einerverfolgung
| Ort  | Sieger            | Zweiter        | Dritter        |
| ---- | ----------------- | -------------- | -------------- |
| Cali | Domenic Weinstein | Andrew Tennant | Dmitri Sokolow |

Die Einerverfolgung wurde nur beim Lauf in Cali ausgetragen.

#### Mannschaftsverfolgung
| Ort       | Sieger                                                                    | Zweiter                                                                   | Dritter                                                                         |
| --------- | ------------------------------------------------------------------------- | ------------------------------------------------------------------------- | ------------------------------------------------------------------------------- |
| Cali      | Russland Alexander Serow Sergei Schilow Dmitri Sokolow Kyrill Sweschnikow | Schweiz Stefan Küng Patrick Müller Frank Pasche Théry Schir               | Australien Daniel Fitter Jackson Law Alexander Potter Callum Scotson            |
| Cambridge | Australien Jack Bobridge Luke Davison Alexander Edmondson Michael Hepburn | Neuseeland Cameron Karwowski Pieter Bulling Alex Frame Regan Gough        | Deutschland Maximilian Beyer Leif Lampater Theo Reinhardt Kersten Thiele        |
| Hongkong  | Australien Sam Welsford Alexander Porter Miles Scotson Rohan Wight        | Dänemark Niklas Larsen Frederik Rodenberg Casper Pedersen Rasmus Pedersen | Vereinigtes Königreich Oliver Wood Germain Burton Kian Emadi Christopher Latham |

Beim Sieg des australischen Bahn-Vierers in Cambridge fuhr dieser mit 3:53,010 min einen neuen australischen Rekord.
Gesamtwertung
| Pos. | Team                   | Cali | Cam | Hong | Pkt |
| ---- | ---------------------- | ---- | --- | ---- | --- |
| 1.   | Australien             | 240  | 300 | 300  | 840 |
| 2.   | Deutschland            | 196  | 240 | 226  | 662 |
| 3.   | Dänemark               | 226  | 164 | 270  | 660 |
| 4.   | Vereinigtes Königreich | 210  | 210 | 240  | 660 |
| 5.   | Russland               | 300  | 120 | 210  | 630 |
| 6.   | Schweiz                | 270  | 180 | 132  | 582 |
| 7.   | Neuseeland             | 164  | 270 | 148  | 582 |
| 8.   | Niederlande            | 148  | 226 | 164  | 538 |
| 9.   | Volksrepublik China    | 180  | 98  | 180  | 458 |
| 10.  | Italien                | 98   | 132 | 196  | 426 |

#### Scratch
| Ort       | Sieger          | Zweiter         | Dritter        |
| --------- | --------------- | --------------- | -------------- |
| Cambridge | Mark Stewart    | Brayan Sánchez  | Roman Hladysch |
| Hongkong  | Benjamin Thomas | Xavier Cañellas | Jordan Parra   |

Das Scratch-Rennen wurde nur in Cambridge und in Hongkong ausgetragen.

#### Punktefahren
| Ort      | Sieger          | Zweiter             | Dritter      |
| -------- | --------------- | ------------------- | ------------ |
| Cali     | Cheung King-lok | Eloy Teruel         | Edwin Ávila  |
| Hongkong | Benjamin Thomas | Juan Alberto Amores | Luke Mudgway |

Das Punktefahren wurde nur in Cali und in Hongkong ausgetragen, es wurden keine Weltcup-Punkte vergeben.

#### Omnium
| Ort       | Sieger              | Zweiter             | Dritter         |
| --------- | ------------------- | ------------------- | --------------- |
| Cali      | Wiktor Manakow      | Roger Kluge         | Elia Viviani    |
| Cambridge | Lasse Norman Hansen | Christopher Latham  | Glenn O’Shea    |
| Hongkong  | Thomas Boudat       | Lasse Norman Hansen | Artjom Sacharow |

Gesamtwertung
| Pos. | Fahrer              | Cali | Cam | Hong | Pkt |
| ---- | ------------------- | ---- | --- | ---- | --- |
| 1.   | Thomas Boudat       | 74   | 98  | 150  | 322 |
| 2.   | Lasse Norman Hansen | –    | 150 | 135  | 285 |
| 3.   | Wiktor Manakow      | 150  | –   | 82   | 232 |
| 4.   | Park Sang-hoon      | 90   | 113 | 18   | 221 |
| 5.   | Tim Veldt           | 113  | 42  | 45   | 200 |
| 6.   | Artjom Sacharow     | 24   | 54  | 120  | 198 |
| 7.   | Ignacio Prado       | 98   | 30  | 49   | 177 |
| 8.   | Aaron Gate          | 82   | –   | 74   | 156 |
| 9.   | Gaël Suter          | –    | 60  | 90   | 150 |
| 10.  | Kenny De Ketele     | 42   | 105 | –    | 147 |

#### Zweier-Mannschaftsfahren
| Ort       | Sieger                                    | Zweiter                              | Dritter                                            |
| --------- | ----------------------------------------- | ------------------------------------ | -------------------------------------------------- |
| Cali      | Deutschland Kersten Thiele Leon Rohde     | Spanien Sebastián Mora Albert Torres | Schweiz Stefan Küng Théry Schir                    |
| Cambridge | Frankreich Morgan Kneisky Benjamin Thomas | Schweiz Silvan Dillier Théry Schir   | Vereinigtes Königreich Germain Burton Mark Stewart |

Das Zweier-Mannschaftsfahren fließt als nichtolympische Disziplin nicht in eine Gesamtwertung ein.

### Teamwertung
(Endstand)
| Pos. | Nation/Team            | Cal    | Cam    | Hong   | Pkt    |
| ---- | ---------------------- | ------ | ------ | ------ | ------ |
| 1.   | Vereinigtes Königreich | 1275,5 | 1119,5 | 1567,0 | 3962,0 |
| 2.   | Deutschland            | 1469,0 | 1385,0 | 956,0  | 3810,0 |
| 3.   | Volksrepublik China    | 1118,0 | 905,0  | 1210,0 | 3233,0 |
| 4.   | Australien             | 959,5  | 946, 0 | 1123,5 | 3179,0 |
| 5.   | Neuseeland             | 724,5  | 1297,5 | 941,0  | 2963,0 |
| 6.   | Russland               | 1151,0 | 739,5  | 922,0  | 2812,5 |
| 7.   | Kanada                 | 757,0  | 1081,0 | 956    | 2794,0 |
| 8.   | Frankreich             | 929,0  | 756,0  | 961,5  | 2646,5 |
| 9.   | Niederlande            | 977,0  | 893,0  | 667,0  | 2537,0 |
| 10.  | Polen                  | 658,5  | 545,0  | 715,5  | 1919,0 |

- Insgesamt wurden Weltcup-Punkte an 52 Teams vergeben.

## Teamkürzel
Die Kürzel in den Klammern bedeuten einen Start für ein UCI Track Team. Ohne eine Angabe erfolgte ein Start für das jeweilige Nationalteam.
ERD: Team Erdgas.2012; HPS: Hpsnz Track Trade Team; JAY: Team Jayco-AIS; JPC: Japan Professional Cyclist Ass.; MSP: Giant-Max Success Sports Pro Cycl.; RVL: RusVelo; TTB: LKT Team Brandenburg; YSD: Ysd Track Team